# Troistorrents
Troistorrents é uma comuna da Suíça, situada no distrito de Monthey, no cantão de Valais. Tem 37,00 km² de área e sua população em 2018 foi estimada em 4.683 habitantes.